# Kitten Scott
Kitten Scott (født 12. juni 1975 i Los Angeles, Californien), er en amerikansk pornoskuespiller. Hun har medvirket i 110 pornofilm siden 1996. I 2010 meddelte hun, at hun stopper i pornoindustrien.